# Stephanopis clavata
Stephanopis clavata là một loài nhện trong họ Thomisidae.
Loài này thuộc chi Stephanopis. Stephanopis clavata được Octavius Pickard-Cambridge miêu tả năm 1869.